# Cento Camerelle
A Cento Camerelle azaz Száz kamra egy Bacoliban található villa alatti víztározó. Egyes feltételezések szerint Neró börtöne (olaszul Prigione di Nerone), mások szerint itt lehetett a Római Köztársaság idején Quintus Hortensius szónok villája, aki haltenyésztéssel foglalkozott az épület alatti medencékben.

## Leírása
A villa kertjében levő épületmaradványok két részre oszthatók. Fenn, a bejárat szintjén a Piscina Mirabiliséhez hasonló pillérek, szigetelő stukkókkal (amelyek neve opus reticulatum), víztározóra utalnak. Építésmódjából az i. sz. 1 századra lehet következtetni. A felső építményből egy falépcső vezet le a Cento Camerelle alsó részébe, amely valószínűleg egy köztársaság kori folyosórendszer. A folyosó tulajdonképpen a vastag vulkáni tufarétegekbe vájt apró helyiségek sorából áll (innen származik elnevezése is), amelyek alján egy vízelvezető árok fut végig. A folyosó magassága 2 és 4 méter között változik, legmélyebb pontja 6 méterre van a felszíntől számítva. A helyiségek közötti folyosórészek magassága mindössze 1,60 méter. Az utolsó helyiség tenger felé néző falát kivágták, valószínűleg a víz kiengedése céljából. Az építményről már az 1700-as években tudtak, erről tanúskodnak Alan Ramsey, a nápolyi Bourbon-királyok udvari festőjének graffitijei a bejárat falain. A rendszeres ásatásokat az 1990-es évek elején kezdték meg.